# آبشار دیالوما
آبشار دیالوما (به انگلیسی: Diyaluma Falls) آبشاری است که در سری‌لانکا واقع شده و ارتفاع کلی ریزشگاه آن ۲۲۰ متر است.